# 스텔스 기술

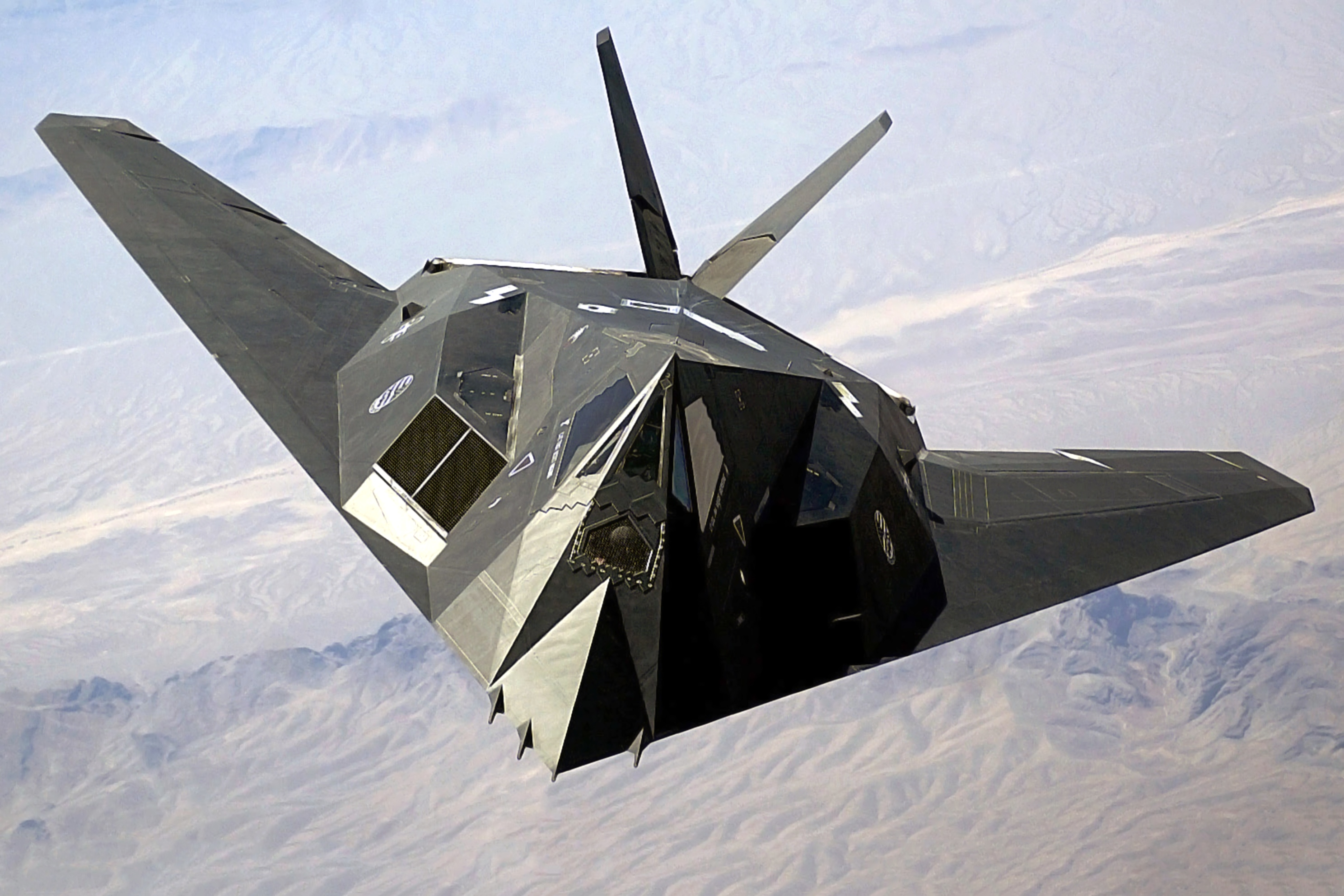
F-117 stealth aircraft

스텔스 기술(영어: stealth technology) 또는 저시인성 기술(영어: low observable technology)은 '레이더, 적외선 탐지기, 음향 탐지기 및 육안에 의한 탐지를 포함한 모든 탐지 기능에 대항하는 은폐 기술'이다.
스텔스는 적의 레이더로부터 아군의 무기 체계를 완전히 숨겨주는 것은 아니다. 그러나 레이더 상에서 실제보다 훨씬 축소시켜 나타난다. 니미츠급 항공모함을 KD-2급 구축함 정도 크기로 보여주는 것이다.
즉 스텔스란 '내 정체가 무엇인지 상대가 잘 구별할 수 없도록 만드는 기술'이라고 하는 것이 더욱 정확한 표현이다.

## 사전적 정의[3]
레이더에 의한 항공기, 미사일의 조기 발견을 곤란하게 하는 기술.
날개, 동체 등에 특수 페인트를 도포하거나 피막을 장착하여 전파를 흡수하여 반사를 적게 하는 방법, 전파 투과성이 있는 복합 재료 등을 사용하여 반사를 적게 하는 방법과 기체 구조상의 형태를 수정하여 전파가 온 방향으로의 반사를 가능한 한 줄이는 방식 등이 있다.
실제에서는 3가지 방법이 혼용된다.

## 고려 요소[4]
|   | 고려 요소                                      | 내용                                         |
| - | ---------------------------------------------- | -------------------------------------------- |
| ① | 레이더 반사면적(영어: Radar Cross Section)     | 레이더에 얼마나 포착되는가                   |
| ② | 적외선/ 열 형상(영어: Infrared/Heat Signature) | 열영상장비에 얼마나 포착되는가               |
| ③ | 배연가스(영어: Smoke Emission)                 | 엔진에서 연기와 가스를 얼마나 방출하는가     |
| ④ | 비행운(한국 한자: 飛行雲, 영어: Contrail)      | 비행하면서 얼마나 많은 수증기를 만들어내는가 |
| ⑤ | 음향(영어: Acoustic)                           | 얼마나 큰 소음을 내는가                      |
| ⑥ | 육안식별(영어: Visual Appearance)              | 사람의 눈에 얼마나 잘 띄는가                 |

## 원리[5]

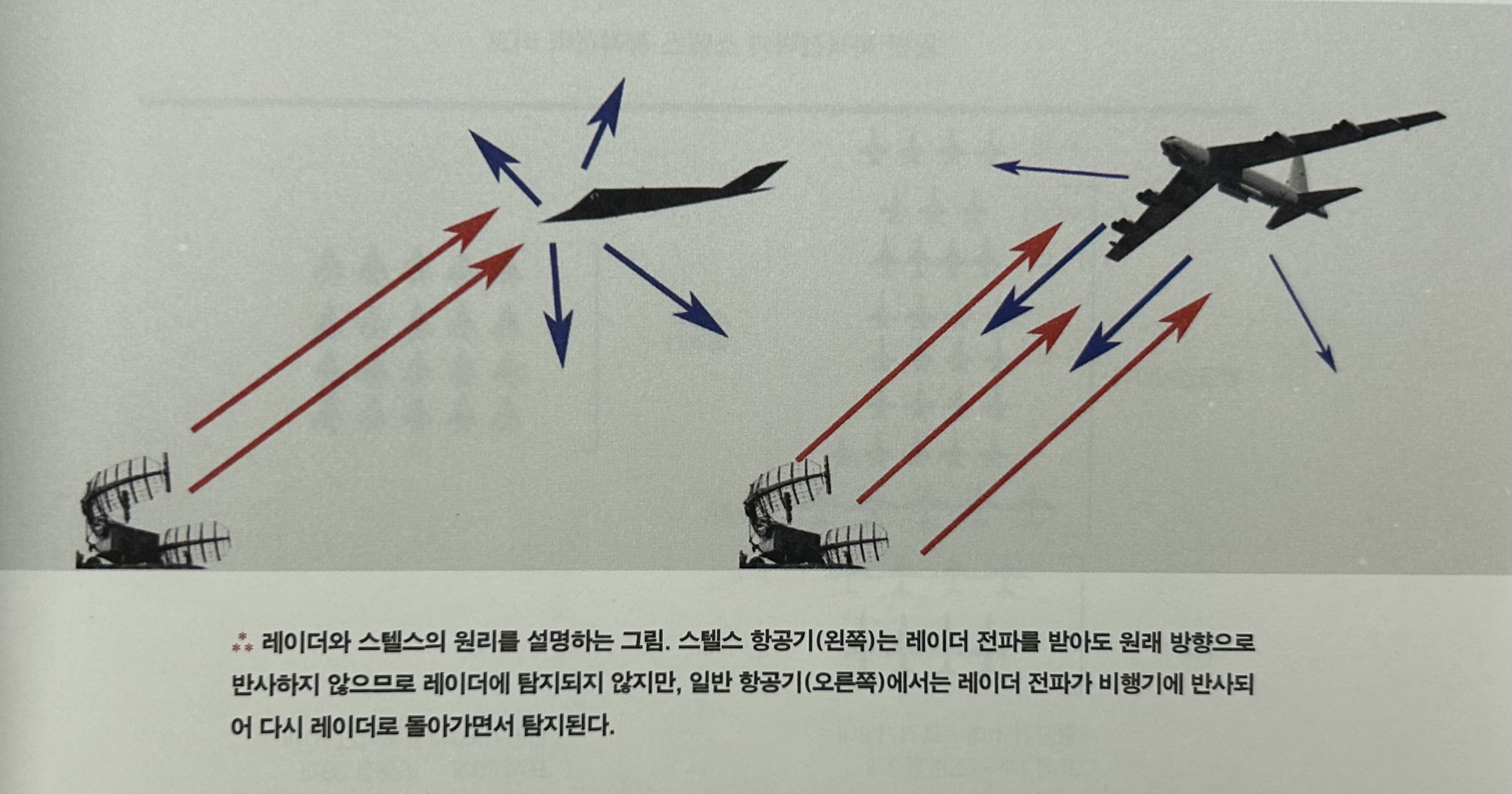
레이더와 스텔스의 원리

스텔스 기술의 최우선 요건은 레이더에 탐지되지 않는 것, 즉 기체의 RCS(레이더 반사면적)를 줄이는 것이다.
레이더의 원리는 다음과 같다. 지향성 안테나에서 발사된 후 목표물에 부딪쳐 반사되는 아주 작은 전파에너지를 동일한 안테나가 수신하고, 이를 증폭하고 검파(檢波)한 후 브라운관이나 액정화면에 영상을 출력하여 그 목표물의 거리와 방위를 알 수 있게하는 것이다.
이런 레이더의 원리를 거꾸로 활용하면 '스텔스'가 실현된다. 중요한 것은 레이더 전파를 되돌아가지 못하게 하는 것이다.

## 기술
스텔스에는 다양한 기술 요소들이 포함된다. 레이더파를 흡수하는 도료 기술, 레이더파의 반사를 최대한 막는 설계 기술, 엔진의 배기가스 배출량을 줄이는 기술 등이다. 이러한 다양한 기술 요소들이 포함되어 있어, 스텔스는 한 가지 기술만을 의미하는 것이 아니며, 하나의 "체계(System)"이다. 스텔스 기술이 본격적으로 사용된 항공기는 냉전시대 정찰기로 활약하던 SR-71로,  소련 및 라오스, 북베트남, 북한 등 미국의 적대국가들을 주로 정찰하였다. 스텔스 전투기가 직접적으로 전투에 참여한 것은 걸프 전쟁이다. 당시 F-117A 나이트 호크 스텔스 전투기가 맹활약했다. F-117A는 사실상 공대공 전투능력이 없는 공격기지만, 전투기로 분류되어 있다.

### 레이더 스텔스
레이더는 강한 전자기파를 송신하고 반사되는 전파를 검출하여 표적을 인지하는데 이를 회피하기 위해 일차적으로 표면을 전자파 흡수재료로 도포한다. 현실적으로 완벽한 흡수가 불가능하기 때문에 기체의 형상을 조절하여 전파의 입사방향으로의 반사량을 최대화한다. 이를 위해 형상설계시 컴퓨터를 이용한 복잡한 전자기장 수치해석을 수행하게 되는데 스텔스기의 독특한 형상이 이 때문인 것으로 알려져있다.

### 적외선 스텔스
적외선 탐지기는 주변배경과 표적의 온도차를 검출하므로 엔진, 배기가스 등의 단열, 냉각으로 노출을 최소화한다.

### 음향 스텔스
해상 시스템에서 음향 탐지를 회피하기 위해 함정이나 잠수함 내에서 발생하는 소음을 억제하는 기술과 상대방이 쏜 음파를 흡수 또는 굴절시키는 기술 등이 있다.

## 역사
인간의 등장 이전에도 포식을 쉽게하거나 피하기 위한 위장은 존재했으며, 사람들이 사냥을 시작한 시기부터는 식물을 사용하여 자신을 숨기는 사냥꾼들이 있었다. 전쟁에서도 시각적인 위장 방법이 사용됐는데, 기원전 5세기에 손자의 '손자병법'에서와 기원후 1세기에 프론티누스의 'Strategemata'에서 문서화된 것을 확인할 수 있다.

제1차 세계 대전 중에 독일은 군용 비행기의 가시성을 줄이기 위해 Cellon (Cellulose acetate)을 사용해 실험했다. Fokker E.III Eindecker 전투 단일기, Albatros C.I 양석 감시 양석, Linke-Hofmann R.I 프로토 탱크 폭격기 등이 Cellon으로 덮였다. 그러나 물질로부터 빛이 반사되어 비행기가 더욱 더 눈에 띄게 만들었고 햇빛과 비행 중 온도 변화로 인해 Cellon이 빠르게 부패되어 실험이 중단되었다.
1916년, 영국은 서부 전선에서 독일군 지역 상공을 야간 정찰하기 위해 작은 SS class airship을 고안했다. 소음을 덜 발생시키는 엔진과 검은색 가스 통이 장착된 이 비행선은 지상에서는 보이지도 들리지도 않았으나 비행 결과, 유용한 정보를 거의 얻을 수 없었다.
1941년부터 1943년까지 캐나다 해군에서는 선박용 counter-illumination의 형태인 Diffused lighting camouflage을 실험했다. 이 개념은 미국과 영국에서 항공기용으로 발전되었는데, 1945년에 Grumman Avenger가 Yehudi lights를 사용하여 선박으로부터 2,700미터(3,000야드) 떨어진 곳까지 감지되지 않고 접근할 수 있었다. 그러나 이는 레이더에 의해 무용지물이 되었다.
Chaff는 제2차 세계 대전 초기에 영국과 독일에서 레이더로부터 비행기를 숨기기 위해 발명되었다. 사실상, Chaff는 smoke screen이 시각적 빛에 영향을 미치는 방식과 유사하게 레이다파에 영향을 미치며 작용했다.

U-480은 최초의 스텔스 잠수함으로, ASDIC 소나를 무력화시키기 위해 원형 공기 주머니를 포함한 anechoic tile 고무 코팅이 특징이다. 또한 제2차 세계 대전 중 독일 해군이 잠수함에 레이더 흡수 페인트와 고무 및 반도체 복합 재료를 사용했다. 이러한 방법은 짧고(cm) 긴(1.5m) 파장에서 레이더 신호를 줄이는 데 효과가 있었다.

1956년, CIA는 U-2의 레이더 반사 면적(RCS)을 줄이기 위한 시도를 시작했다. 이를 위해 Trapeze, PCB 회로가 내장된 커버링 재료, 그리고 레이더 흡수 페인트와 같은 세 가지 시스템이 개발되었다. 이들은 "더러운 새(dirty birds)"라고 불리는 비행기에 적용되었으나 탐지율을 줄이는 데 도움이 되지 않았다. 스텔스 비행기를 위한 카모플라주 페인트를 적용한 것이 더 성공적이었고 진한 파란색이 가장 효과적이라고 판명되었다. 이러한 페인트의 무게로 최대 고도가 250피트 감소했지만, 초음포격기가 눈에 띄지 않게 만들었다.

1958년에 미국 중앙정보국(CIA)은 기존의 U-2를 대체할 정찰 비행기를 위한 자금을 요청했으며, Lockheed은 이를 생산할 권리를 확보했다. Kelly Johnson과 Lockheed의 Skunk Works 팀은 A-12 (또는 OXCART)를 생산하기로 했으며, 이 비행기는 레이더 탐지를 피하기 위해 70,000~80,000피트의 고도와 Mach 3.2의 속도로 운용되었다. 이전 프로토타입에서 레이더 탐지를 줄이기 위해 설계된 다양한 비행기 형태가 개발되었다. A-1부터 A-11까지의 이름을 가진 이들 프로토타입 중, A-12는 배기 연기의 신호를 줄이기 위한 특수 연료, 수직 안정기, 복합 재료의 사용, 그리고 전체적으로 레이더 흡수 페인트로 마감된 스텔스 기능을 포함했다.

1960년에 미국 공군은 공기 흡입구 위에 특별히 설계된 스크린, 비행체의 방사 흡수 물질(radiation-absorbent material), 그리고 레이더 흡수 페인트를 사용하여 Ryan Q-2C Firebee 드론의 레이더 단면을 줄였다.

1968년에 미국 육군은 지상에서 1,500피트 (457m) 고도에서 밤에 비행할 때 지상에서 음향적으로 감지할 수 없는 관측 비행기를 요구하여 Lockheed YO-3A Quiet Star가 만들어졌으며, 이 비행기는 1970년 6월 말부터 1971년 9월까지 남베트남에서 운용되었다.

1970년대에 미국 국방부는 스텔스 전투기를 개발하기 위한 Lockheed Have Blue 프로젝트를 시작했다. Lockheed과 Northrop 간에 몇 십억 달러 규모의 계약을 획득하기 위한 치열한 입찰이 있었다. Lockheed은 입찰에 소련 물리학자 Pyotr Ufimtsev가 1962년에 쓴 "Method of Edge Waves in the Physical Theory of Diffraction"이라는 논문을 포함했다.
이 이론은 미국의 F-117 및 B-2 스텔스 항공기의 설계에 중요한 역할을 했다. 이 논문에 나오는 방정식은 비행기의 형태가 레이더에 의한 감지 가능성, 즉 레이더 단면(RCS)에 어떻게 영향을 미칠지를 양적으로 나타내었다. 그 당시 소련은 초고속 컴퓨터 능력을 보유하고 있지 않아 이러한 방정식을 풀 수 없었다. Lockheed은 해당 방정식을 컴퓨터 시뮬레이션에 적용하여 "Hopeless Diamond"라고 불리는 혁신적인 형태를 설계했으며, 이를 통해 1975년부터 F-117 나이트호크 생산의 계약 권리를 확보했다. 1977년에는 Have Blue 계약 하에 60% 규모의 모델을 두 대 생산했다. 해당 Have Blue 프로그램은 1976년부터 1979년까지 진행된 스텔스 기술 데모 프로그램이었다. The Northrop Grumman의 Tacit Blue 또한 복합 재료 및 곡선형 표면, 저감 특성, 플라이 바이 와이어 및 기타 스텔스 기술 혁신의 개발에 기여했다. Have Blue의 성공으로 인해 공군은 F-117을 개발하기 위한 Senior Trend 프로그램을 만들었다.

## 적용된 무기

### 항공기
- SR-71 블랙버드
- F-117 나이트호크
- J-20 마이티 드래곤
- B-2 스피릿
- F-22 랩터
- F-35 라이트닝2
- 미쓰비시 ATD-X
- 수호이 PAK FA
- KF-21 보라매

### 선박
- 충무공이순신급 구축함
- 세종대왕급 구축함
- 검독수리급 미사일 고속정

### 전차
- PL-01

## 같이 보기
- 5세대 전투기
- 4.5세대 전투기
- 구축함
- 레이더
- 베라 레이더

## 참고문헌
- 양, 욱 (2013년 4월 30일). 《스텔스, 승리의 조건》. 플래닛미디어.